# نجیب‌آباد (هند)
نجیب آباد (به انگلیسی: Najibabad) یک زیستگاه انسانی در هند است که در اوتار پرادش واقع شده‌است.

## خصوصیات
نجیب آباد ۸۴٬۰۱۴ نفر جمعیت دارد و ۲۹۵ متر بالاتر از سطح دریا واقع شده‌است.